# Stammham (powiat Eichstätt)
Stammham – miejscowość i gmina w Niemczech, w kraju związkowym Bawaria, w rejencji Górna Bawaria, w regionie Ingolstadt, w powiecie Eichstätt. Leży na terenie Parku Natury Altmühltal, w Jurze Frankońskiej, około 20 km na wschód od Eichstätt, przy autostradzie A9 i linii kolejowej Ingolstadt – Norymberga.

## Dzielnice
W skład gminy wchodzą następujące dzielnice: Appertshofen, Köschinger Forst, Neuhau, Stammham i Westerhofen.

## Demografia
| Rok  | Liczba mieszk. |
| ---- | -------------- |
| 1970 | 1 886          |
| 1987 | 2 547          |
| 2001 | 3 385          |
| 2005 | 3 525          |

Dane o ludności z 31 grudnia 2008:
| Opis                                | Ogółem | Ogółem | Kobiety | Kobiety | Mężczyźni | Mężczyźni |
| ----------------------------------- | ------ | ------ | ------- | ------- | --------- | --------- |
| Jednostka                           | osób   | %      | osób    | %       | osób      | %         |
| Populacja                           | 3678   | 100    | 1825    | 49,62   | 1853      | 50,38     |
| Wiek przedprodukcyjny (0–17 lat)    | 752    | 20,45  | 380     | 10,33   | 372       | 10,11     |
| Wiek produkcyjny (18–65 lat)        | 2373   | 64,52  | 1155    | 31,4    | 1218      | 33,12     |
| Wiek poprodukcyjny (powyżej 65 lat) | 553    | 15,04  | 290     | 7,88    | 263       | 7,15      |

## Polityka
Wójtem od 1990 jest Hans Meier. Rada gminy składa się z 16 członków.
|      | CSU | SPD | UW | PW | WB | Razem |
| 2008 | 5   | 3   | 5  | 2  | 1  | 16    |
| 2002 | 6   | 3   | 5  | 1  | 1  | 16    |

## Oświata
W gminie znajdują się 3 przedszkola (150 miejsc) oraz szkoła podstawowa (8 nauczycieli, 175 uczniów).